# Atajate
Atajate é um município da Espanha na província de Málaga, comunidade autónoma da Andaluzia, de área 11 km² com população de 154 habitantes (2004) e densidade populacional de 14,0 hab./km².

## Demografia
| Variação demográfica do município entre 1991 e 2004 | Variação demográfica do município entre 1991 e 2004 | Variação demográfica do município entre 1991 e 2004 | Variação demográfica do município entre 1991 e 2004 |
| --------------------------------------------------- | --------------------------------------------------- | --------------------------------------------------- | --------------------------------------------------- |
| 1991                                                | 1996                                                | 2001                                                | 2004                                                |
| 164                                                 | 177                                                 | 173                                                 | 172                                                 |